# فرودگاه نورث پام شهرستان بیچ
 فرودگاه نورث پام بیچ کانتی (به انگلیسی: North Palm Beach County General Aviation Airport) یک فرودگاه همگانی بهره‌برداری هوایی است که یک باند فرود چمن دارد و طول باند آن ۱۱۲۸ متر است. این فرودگاه در شهر وست پام بیچ، فلوریدا کشور ایالات متحده آمریکا قرار دارد و در ارتفاع ۷ متری از سطح دریا واقع شده است.